# Gundacker von Althan

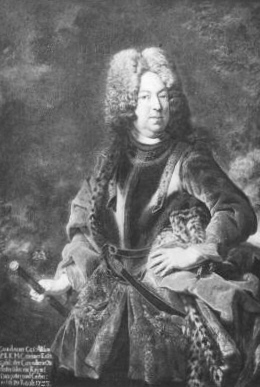
Graf Gundacker von Althan, gemalt von Jacob van Schuppen, 1723

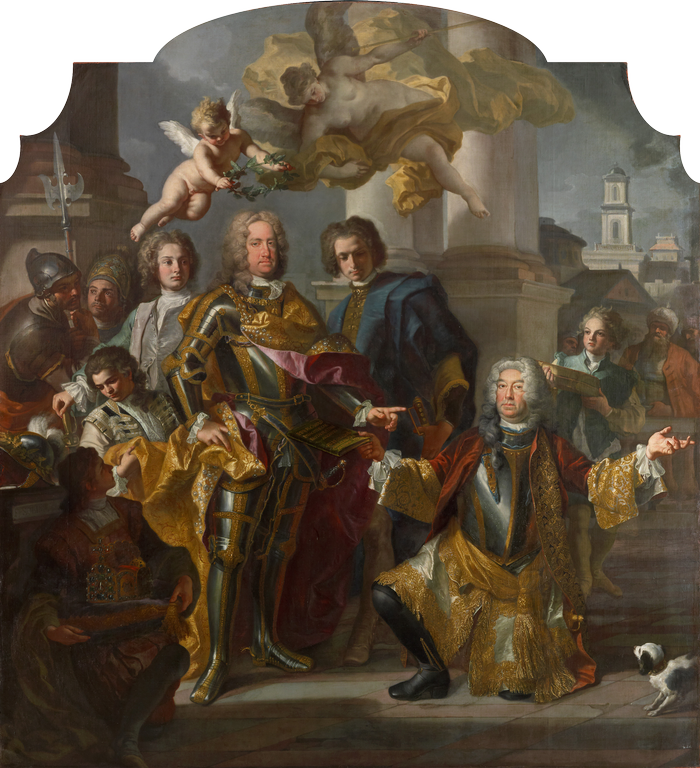
Hofbaudirektor Gundacker von Althann überreicht Karl VI. das Inventar der kaiserlichen Kunstsammlungen
Gemälde von Francesco Solimena, 1728
Die Bildnissköpfe des Kaisers und Althanns sind von Johann Gottfried Auerbach

Gundacker Ludwig Graf Althan oder Althann (* 15. Mai 1665 in Zwentendorf an der Donau; † 28. Dezember 1747 in Wien) war kaiserlicher General, Diplomat und Generalhofbaudirektor.

## Leben
Seine Eltern waren Johann Christoph von Althann (* 1633; † 8. Dezember 1706) und dessen erste Ehefrau Anna Franziska von Laiming (* 1638; † 1667).
Er begann seine Laufbahn im Herr. Im Spanischen Erbfolgekrieg war er Adjutant des Prinzen Eugen und arbeitete auch im 6. Österreichischen Türkenkrieg eng mit zusammen. Das gemeinsame Interesse für Architektur und Kunst verband ihn auch später mit Prinz Eugen, zu dessen engerem Freundeskreis er gehörte.:239
1716 wurde Graf Althan zum Hofbaudirektor ernannt, dem alle Bauämter der Erblande unterstellt waren.
Er organisierte den Wiederaufbau der Festung Raab, den Bau des Invalidenhauses in Budapest sowie der Hofbibliothek und der Wiener Karlskirche, als auch den Ausbau des Stift Klosterneuburg und die Renovierung von Schloss Laxenburg. Er brachte die kaiserliche Gemäldegalerie in der Stallburg unter und richtete die von Jacob van Schuppen geleitete Akademie der bildenden Künste in seinem Haus ein.
Außerdem war er Erbauer und Eigentümer der Goldburg in Murstetten sowie des Palais Althan im 3. Wiener Gemeindebezirk.
Im Jahr 1920 wurde im Wiener Alsergrund (9. Bezirk) die Althanstraße nach ihm benannt.

## Familie
Er heiratete im Jahr 1706 die Gräfin Maria Elisabeth Wratislaw von Mitrowitz (* 1677; † 3. Dezember 1732). Nach ihrem Tod heiratete er am 14. August 1735 die Gräfin Anna Maria von Althann (* 7. September 1703; † 6. Dezember 1754). Er hatte aus der ersten Ehe fünf Kinder, die alle ohne Nachkommen vor ihm starben, die zweite Ehe blieb kinderlos.